# Montefiore dell'Aso
Pour les articles homonymes, voir Montefiore.
Montefiore dell'Aso est une commune italienne d'environ 2 200 habitants, située dans la province d'Ascoli Piceno, dans la région Marches, en Italie centrale.

## Monuments et patrimoine
Le village, construit en briques d'argile, est classé parmi les plus beaux d'Italie (voir I Borghi più belli d'Italia).
On y trouve plusieurs églises ainsi qu'un monastère où vivent des suore di chiusura, religieuses ayant choisi de se retirer du monde. 
En août, le village fête la Maialata avec plusieurs soirées de concerts et de fêtes pendant lesquelles on déguste les spécialités locales à base de porc.

## Administration
| Période                                  | Période | Identité | Étiquette | Qualité |
| ---------------------------------------- | ------- | -------- | --------- | ------- |
|                                          |         |          |           |         |
| Les données manquantes sont à compléter. |         |          |           |         |

### Communes limitrophes
Campofilone, Carassai, Lapedona, Massignano, Monterubbiano, Moresco, Petritoli, Ripatransone